# سيرهي كونيشنكو
سيرهي كونيشنكو (بالأوكرانية: Конюшенко Сергій Вікторович)‏ هو مدرب كرة قدم ولاعب كرة قدم أوكراني في مركز الدفاع، ولد في 9 يوليو 1971 في كييف في أوكرانيا. لعب مع نادي أوليكساندريا.

## وصلات خارجية
- سيرهي كونيشنكو على موقع اتحاد أوكرانيا (الإنجليزية)
- سيرهي كونيشنكو على موقع قاعدة بيانات كرة القدم.إي يو (الإنجليزية)